# 畜産局
畜産局（ちくさんきょく）は、農林水産省の内部部局の一つ。畜産物の生産管理を行う。

## 沿革
1943年に農商省に設置された内部部局である。1945年の第二次農林省成立後は内閣総理大臣の直轄機関であった旧馬政局より業務の一部が畜産局馬産課として引き継がれた。
2001年1月6日の中央省庁再編で農林水産省誕生に伴い生産局畜産部となる形で廃止されたが、2021年7月1日に生産局が廃止された際に、農産局が新設されると共に再度畜産局として再編復活し現在に至る。
生産局時代から保守本流であり、牛乳乳製品課、食肉鶏卵課、競馬監督課の各課長はのちに局長・事務次官に昇進することも多い。

## 組織
- 総務課
- 企画課
- 畜産振興課
- 飼料課
- 牛乳乳製品課
- 食肉鶏卵課
- 競馬監督課
  - 競馬監督課長は出世ポストで後の事務次官・局長経験者が多く就任している。
  - なお地方競馬に関しては

## 歴代局長
| 代 | 氏名     | 在任期間                     | 前職                       | 退任後の役職等 |
| -- | -------- | ---------------------------- | -------------------------- | -------------- |
| 1  | 森健     | 2021年7月1日 - 2022年6月28日 | 大臣官房総括審議官（国際） | 消費・安全局長 |
| 2  | 渡邉洋一 | 2022年6月28日 - 2024年7月5日 | 輸出・国際局長             | 農林水産審議官 |
| 3  | 松本平   | 2024年7月5日 - 2025年7月1日  | 農産局農産政策部長         | 農村振興局長   |
| 4  | 長井俊彦 | 2025年7月1日 -               | 農村振興局長               |                |